# Рахмонзода, Абдуджаббор Азизи
Рахмонзода Абдуджаббор Азизи (тадж. Раҳмонзода Абдуҷаббор Азизӣ, 15 марта 1959, село Андароб, Кулябский район, Кулябская область, Таджикская ССР) — таджикский литературовед, доктор филологических наук, профессор (1999), академик АН Таджикистана (2008), академик Университеты Академии международных наук, государственный служащий. Председатель Комитета по телевидению и радиовещанию при Правительстве Республики Таджикистан (2004-2005 гг.), министр образования Республики Таджикистан (2005-2012 гг.). Помощник Президента Республики Таджикистан по вопросам социального развития и связей с общественностью (2014-2021 гг.).

## Биография
Абдуджаббор Рахмонов родился 15 марта 1959 года в селе Андароб Кулябского района. В 1978 году поступил на филологический факультет Таджикского государственного университета имени В. И. Ленин поступил и окончил в 1983 году ассистентом кафедры современной таджикской литературы факультета таджикской филологии Государственного университета им. В. Ленина.

### Служба в армии
С 1985 по 1987 год служил в Афганистане.

### Кандидатские диссертации
В ноябре 1987 года поступил в аспирантуру Таджикского государственного университета, а в 1991 году защитил диссертацию на тему «Концепция времени в прозе Таджикистана 70-80-х годов».
После защиты диссертации работал сначала ассистентом, затем завучем и доцентом вышеуказанной кафедры, разработал и опубликовал в литературе ряд научно-методических статей на различные темы.
С 1995 по 1999 год работал заведующим отделом образования ТНУ.

## Семья
Женат, имеет 4 детей.

## Деятельность
В 2000 году был приглашен на работу начальником отдела переводов Администрации Президента Республики Таджикистан, где проработал до 2002 года. Затем был переведен в отдел культуры Исполнительного аппарата Президента Республики Таджикистан .
В 2004 году назначен Председателем Комитета по телевидению и радиовещанию при Правительстве Республики Таджикистан, где проработал до 2005 года.
С марта 2005 года по январь 2012 года занимал должность министра образования Республики Таджикистан .
С января 2012 года по декабрь 2014 года занимал должность ректора Таджикского государственного педагогического университета имени Садриддина Айни .  
С 2014 по 2021 годы был помощником Президента Республики Таджикистан по вопросам социального развития и связей с общественностью   .
Указом Президента Республики Таджикистан Эмомали Рахмон от 4 мая 2021 года назначен Чрезвычайным и Полномочным Послом Республики Таджикистан в Республике Узбекистан  .

## Научная деятельность
Абдуджаббор Рахмонов известен как таджикский литературовед, академик Академии наук Республики Таджикистан и академик Международной академии высшего образования. С 80-х годов XX века и по сегодняшний день он публикует научные и популярные статьи по различным темам литературы, языка и культуры, его статьи печатаются в стране и за рубежом. Он также провел полезные исследования по проблемам времени и места искусства в литературе и его роли в творческом мышлении, разработал ряд проблемных статей, таких как «Положение художественного времени в романе «Угловая палата» Фазлиддина Мухаммадиева, Структура художественного времени в повести «Один длинный день» Уруна Кухзода, «Состав художественного времени в классической персидско-таджикской литературе X-XI веков» и трактате «Ма'рифати замон», опубликовано в 1996 году.
Абдуджаббор Рахмонов, участвовал в разработке образовательных программ для студентов факультета таджикской филологии, истории и востоковедения Таджикского национального университета. Асозода (1995) и Устурашиноси (2007).
Абдуджаббор Рахмонов, в области языкознания, также написал несколько статей и участвовал в обсуждении Закона Республики Таджикистан «О государственном языке Республики Таджикистан». Его статьи «Факторы улучшения перевода официальных документов». Роль таджикского языка в период Независимости», «Язык и национальная независимость», «Взгляды Айни на развитие таджикского литературного языка» и другие.

## Награды
- Абдуджаббор Рахмонзода награжден знаком «Отличник образования Таджикистана » (1977 г.), орденом «Шараф» (2006 г.), медалью «20 лет Независимости Таджикистана» (2011 г.), «Почетной грамотой» Исполнительного комитета РТ. СНГ (2012 г.), «Диплом» Федерального агентства по сотрудничеству со странами СНГ Российской Федерации (2014 г.).
- Орден «Содружество» (18 апреля 2019 года, Межпарламентская ассамблея СНГ) — за активное участие в деятельности Межпарламентской Ассамблеи и её органов, вклад в укрепление дружбы между народами государств — участников Содружества Независимых Государств[7].
- Грамота Содружества Независимых Государств (3 сентября 2011 года) — за активную работу по укреплению и развитию Содружества Независимых Государств[8].
- Абдуджаббор Рахмонзода является членом Союза писателей Таджикистана с 2013 года.

## Труды
- Пиндорҳои асотирӣ дар адабиёти тоҷик. — Душанбе, 1999;
- Назария ва сайри таърихии устурасозии форси тоҷикӣ. — Душанбе, 1999;
- Заминаҳои асотириву маросмӣ дар адабиёти нимаи аввали садаи ХХ. — Душанбе, 2004;
- Шамсиддин Шоҳин ва анъанаи ғазалсароӣ дар адабиёти тоҷики нимаи дуюми асри XIX ва авали асри ХХ — Душанбе, 2006.